# Tunisiano
Tunisiano (en árabe: 'تونيزيانو'‎)‎;, es el seudónimo de Bachir Baccour (en árabe: 'بشير بكور'‎)‎; (19 de mayo de 1979 (46 años) Deuil-la-Barre, Val-d'Oise), es un rapero francés y tunecino. Es miembro del grupo Sniper. También es un activista contra el racismo y por los derechos humanos.

## Biografía

### Inicios
Como indica su nombre artístico, sus orígenes son tunecinos, de padres nacidos en Menzel Bouzelfa (Túnez). Interesado sobremanera por el hip-hop, comenzó a escribir sus primeros textos a los 13 años. Se unió a M Group a los 16 años, con quien lanzará un maxi y un miniálbum. Deja el grupo en 1997 pero permanece en un colectivo de raperos de la ciudad llamado "Comité", que también es de Aketo. Luego se encuentra con Scheol, el futuro Blacko, creando con él el grupo "Personalidad Sospechosa". En 1997, se acerca a la discografía. La música de Desh hace su primera escena con el "Hip Hop Folies" en La Rochelle. En 2001 sale "De la risa a las lágrimas", lo que también traerá al grupo de los problemas judiciales en 2003. Como resultado, el grupo tuvo que cancelar su gira. Este mismo año 2003 también ve el lanzamiento de su segundo álbum.
Blacko, se detuvo entonces por el rap; y, comenzó allí sus ensayos con el ragga-dancehall. A pesar de los rumores de separación, el tercer álbum Trait pour trait se estrenó el 2 de mayo de 2006. Tunisiano hace un  sin Blacko y Aketo:  La France, itinéraire d'une polémique ("La Francia, ruta de una controversia", con Olivier Cachin), que relata las diferencias que el grupo tuvo con algunos grupos de derecha, algunos diputados (incluyendo a Nadine Morano y a Nicolas Sarkozy, entonces Ministro del Interior. También está presente sobrio el álbum de Aketo  Spitting 2 Venom , publicado el 4 de diciembre de 2007.
En 2008, Tunisiano, después de varios solos en compilaciones (como en Illegal Muzik o el BO de Taxi 4), lanzó su primer álbum solista, Le regard des gens (Ojos de la gente ) . Como resultado de este álbum, va a juicio con su discografía; y, la música de Desh se independiza. En 2010, escribió cinco textos para el nuevo álbum de Amel Bent Où je vais (Dónde voy).

### Retorno a Sniper (2010–2011)
En 2010, Tunisiano y Aketo anuncian en el blog de Tunisiano (tunisiano-officiel.skyrock.com) el "regreso" de Sniper. Trabajando en un nuevo álbum, Sniper, abandonado por Karl Appela (Blacko) y DJ Boudj. Así, Sniper regresaría el 3 de octubre de 2011 dentro del hip hop francés con un álbum titulado À toute épreuve (A prueba de tontos), los primeros extractos de este álbum son Le blues de la tess y Arabia donde ambos ponen en imágenes. Una remezcla de  Arabia con los raperos Sinik, Rim'K, Médine, Mokless, Haroun, Leck, L'Algerino, Bakar, Mister You, Jmi Sissoko, y el cantante de Rai Reda Taliani, un  fuerte que habla de la revolución tunecina y egipcia.
Fadela, el primer single, tiene un coro irresistible con un fuerte lema : 

Fais pas ta Fadela, fais pas ta Rachida (No hagas tu Fadela, no hagas tu Rachida).

 Tunisiano precisó sus frases: 

Es en relación con los orígenes sociales, para decir que no debes desairar a las personas que se parecen a ti cuando llegaste. No tiene nada que ver con la etnicidad. No somos groseros, no estamos insultando.

 Y, Aketo aprobó sus conceptos: 

No buscamos controversias, pero nos gustan las canciones que pican un poco, así que inevitablemente se suscitarán dificultades…

"J'te parle" es el nuevo extracto del álbum que presenta al rapero Soprano. Tunisiano es actualmente el anfitrión de la radio Beur FM de las 15:00  a las 16:00 durante todo el verano, abordando temas sobre la realidad.

### Marqué à vie (Marcado de por vida)(desde 2012)
El 26 de octubre de 2012 sale Hurricane Carter, el primer extracto de su próximo álbum cuyo nombre aún no se ha había anunciado. Entonces, se suscitó un conflicto entre él y La Fouine a través de Twitter. En los 140 caracteres de Twitter, Tunisiano criticaba abiertamente a La Fouine: -"No soy La Fouine. No me gusta mentirles a los niños, no estoy en su delirio para saber quién la tiene más gruesa"-. 
La Fouine, había ya atacado directamente a Tunisiano, en 2011, diciéndole que asumiera sus palabras seguidas de algunas vulgaridades, contestó que solo era el comienzo. Sin embargo, el llamado "conflicto" entre los dos raperos, aún era más antiguo (ya había estallado antes). En Twitter, Tunisiano había anunciado: -"rap sin DJ Medhi es como La Fouine sin Laurent Bouneau"-. A lo que La Fouine respondió no sin ira. En una entrevista durante 20 min, Tunisiano dijo que no era un conflicto sino una respuesta a una oración en la pieza "Jalousie" de La Fouine, donde dijo: 

El rap sin el DJ Medhi es como Sniper sin Blacko··

Finalmente todo esto habría sido un simple zumbido, porque Aketo y Tunisiano, volverán a unirse, apareciendo en la canción Paname Boss de La Fouine, lanzada una semana después de Hurricane Carter. El 3 de agosto de 2013, anunció, todavía en las redes sociales, que el álbum no se llamará Apprendre ou à laisser ("Aprender o irse") por diferentes razones. El 6 de septiembre, anunciaría que el álbum finalmente se llamará "Marqué à vie" (Marcado de por vida) y que se lanzaría en 2014.
Lotfi Doubt-Kakoun participó en una canción en el nuevo álbum para DJ SEM, acompañado por TUNISIANO, miembro del famoso grupo "Sniper", un rapero francés de origen tunecino. Esta canción fue compuesta por la estrella de la canción de rap árabe, Uno de los cantantes de rap franceses más destacados en el período actual, que confirma el desarrollo logrado por el rapero Annabi en los últimos años.

## Controversias

### Proceso con la discográfica Desh Musique
Tras el lanzamiento de su álbum "Le regard des gens" (Ojos de la gente), Tunisiano demanda a la discografía de la música Desh, pues ese productor no le ha pagado, lo explica en una entrevista en el blog Rimaculture: -«Estuve en proceso judicial, con mi productor. Sacó mi álbum  Le regard des gens  sin que yo firmara un contrato. A los ojos de la ley, es ilegal. Además de eso, no me pagó. Mi álbum ya salió pero  él no me pagó. Mi álbum fue lanzado bajo la discografía Desh Musique, que debía firmar un contrato conmigo. Desafortunadamente, eso no sucedió. Como resultado, cuando les pedí dinero, se negaron. Fui a los procedimientos judiciales. Me separé de la discografía de Desh Music. Hoy, soy independiente. No recibí justicia todavía. Eso significa que habrá procedimientos judiciales que llevarán tiempo. No tengo la intención de detenerme allí. Hice un álbum que trajo mucho dinero. Tengo derecho a pedir lo que me corresponde "»-.

### Plagio desde Nightwish
Del álbum Le regard des gens (Ojos de la gente), en particular se originó con el  «Je porte plainte» ("Me quejo"), creándose una polémica, no por el contenido de su letra sino por su música. El instrumento en conflicto de propiedad intelectual es la pieza donde Tunisiano, reutilizó la música en el  Ever Dream del grupo finés de metal sinfónico Nightwish, sin que Tunisiano haya pedido ninguna autorizado previamente. Nuclear Blast, la discográfica de Nightwish, presentó una queja por plagio reclamando daños y perjuicios.

## Discografía

### Álbumes de estudio
| 2008: ' |
| --- |
| 1. Effet d'une bombe 2. Equivoque 3. Le regard des gens (Ojos de la gente) 4. Dégouté 5. Toucher mes rêves (feat. Lyricson) 6. Nos rues 7. Marlich 8. Citoyen du monde (feat. Zaho) 9. Je porte plainte 10. Biographie 11. On s'en fiche (feat. Akil) 12. Qui es tu ? 13. Solitude (feat. Amel Bent) 14. Carte Postale 15. Ensemble 16. Répondez-moi |

| 2014: ' |
| --- |
| (Mezoued/Believe) 1. Hurricane Carter 2. Marque A Vie (feat. Dokou) 3. Jeune De Tess 4. Etat Sauvage 5. Paris (feat. Charles Pasi) 6. Elle Donne (feat. Klem) 7. Val 2 Zoive (feat. Lino) 8. Je Voulais Un Monde 9. Ils Nous Condamnent (feat. Youssoupha) 10. JCVD 11. Fer De Lance 12. Amour Poison (feat. Thomas Mignot) 13. Mout 14. Mariage Force (feat. Nassi) 15. Les Oreilles Qui Sifflent 16. Carre (feat. Sofiane, Ol Kainry & Vald) 17. Si On Se Disait Tout |

### Álbumes colaborativos
- 1995 : Fidèle au rap (con M Group)
- 1997 : Tu disais quoi ? (con M Group)
- 1998 : Rapide comme un serpent 2e morsure (con M Group)
- 1999 : Graine de star (con M Group)
- 2001 : Du rire aux larmes (con Sniper)
- 2003 : Gravé dans la roche (con Sniper)
- 2006 : Trait pour trait (con Sniper)
- 2011 : À toute épreuve (con Sniper)

### Singles
- 2008 : Équivoque
- 2008 : Nos rues
- 2008 : Le regard des gens (Ojos de la gente) (feat. Amel Bent)
- 2008 : Je porte plainte
- 2008 : Rien à foutre
- 2008 : Arrête moi si tu peux
- 2012 :  Hurricane Carter
- 2013 : État sauvage
- 2013 : Fer de Lance
- 2014 : Paris

### Apariciones
- 1997 : M Group, Sheol, Aketo, Cap'Taine Kasfra & Philo - Je viens du 9.5.1.7.0 (sobre el EP de M Group, ¿Qué dijiste?)

- 1998 : Sniper - Freestyle (sobre la  mixtape de DJ Cut Killer, Freestyle 2 v. 2 Banlieues)

- 1999 : Sniper - Association de scarla (sobre la  mixtape 'Power of unity)

- 1999 : Sniper feat. Prodige - Même pas 20 piges (sobre la  mixtape Première Classe v. 1)

- 1999 : Sniper - Exercice de style (sobre la  mixtape B.O.S.S.)

- 2000 : K.Spécial feat. Sniper - Les porcs (sobre el álbum de K.Spécial, Cause à effet (Causa y efecto)

- 2001 : Sniper feat. Eben - Mission suicide (sobre la  compilación Mission suicide)

- 2001 : Sniper feat. Tandem, Bakar & Eben - Nique le System (sobre la  compilación Sachons dire NON v. 2)

- 2002 : Sniper - Fierté d'honneur (sobre la  mixtape Samouraï)

- 2002 : TNT feat. Sniper - On dit quoi (sobre el álbum de TNT, Flexible comme un roseau (Flexible como una caña)

- 2003 : Sniper feat. Kazkami & Dadoo - Victimes des circonstances (sobre la  mixtape Insurrection

- 2004 : Sniper feat. Bakar - On revient choquer la France (sobre la  mixtape On revient choquer la France)

- 2004 : Sniper - Live Radio sobre la  mixtape Session freestyle

- 2005 : Tandem feat. Tunisiano, Kazkami, Faf Larage, Lino, Diam's & Kery James - Le jugement (sobre el álbum de Tandem, C'est toujours pour ceux qui savent (Siempre es para aquellos que saben)

- 2005 : Sniper - Encore (sobre la  mixtape Rap Performance)

- 2005 : El Tunisiano - Gravé dans l'instru (sobre la  mixtape Ma conscience)

- 2005 : Tunisiano feat. Sinik, Kool Shen, Zoxea, Nysay & Iron Sy - Ma conscience (sobre la  mixtape Ma conscience)

- 2005 : Tunisiano - Zinc (sobre la  compilación Patrimoine du ghetto)

- 2005 : Bakar feat. Sniper - On revient choquer la France (sur le street-álbum de Bakar, Pour les quartiers (Por los barrios)

- 2006 : L'Skadrille feat. Sniper - Bons moments (sobre el álbum de L'Skadrille, Nos vies)

- 2006 : Sinik feat. Tunisiano - Un monde meilleur (sobre el álbum de Sinik, Sang froid (Sangre fría)

- 2006 : Sniper feat. Scred Connexion - Sirocco (sobre la  compilación Police)

- 2006 : Tunisiano - Mes mots (sobre la  compilación Illegal Radio)

- 2006 : Apash feat. Tunisiano - Un bon son pour une bonne cause (sobre el álbum callejero de Apash, Un bon son pour une bonne cause (Un buen sonido para una buena causa)

- 2007 : Sniper - Quoi qu'il arrive (sobre la  B.O. del filme Taxi 4)

- 2007 : Tunisiano - Rien à foutre (sobre la  B.O. del filme Taxi 4)

- 2007 : Sniper - Le goût du sang (sobre la  B.O. del filme Scorpion)

- 2007 : Two Naze feat. Sniper - L'angoisse d'une mère (sobre el álbum de Two Naze, C'est de la balle (Esa es la pelota)

- 2007 : Tunisiano feat. Taro OG, La Meche, Mood & Alonso - Morts pour rien (sobre la  mixtape Morts pour rien (Muerto por nada)

- 2007 : Sniper feat. Jérome Prister - Say you'll be Remix

- 2007 : Six Coups Mc feat. Sniper y Sefyu - Style certifié (sobre el álbum callejero de 6 Coups Mc, A prendre ou à laisser (Tomar o irse)

- 2008 : Zaho feat. Tunisiano - La roue tourne (sobre el álbum de Zaho, Dima)

- 2008 : Tunisiano - Arrête-moi si tu peux (sobre la  B.O. del filme Mesrine)

- 2008 : Tunisiano feat. Reda Taliani - Ça passe ou ça casse (sobre la  compilation Rai'N'B fever v. 3)

- 2008 : Francis Cabrel feat. Tunisiano - La Corrida (Taratata N.º 264)

- 2009 : Kamelancien feat. Mac Kregor, Ol Kainry, Tunisiano & Jango Jack - T'était où remix (sobre el álbum de Kamelancien, 2ª frisson de la vérité (2ª emoción de la verdad)

- 2009 : Tunisiano - Est-ce que j'ai la côte (sobre la  compilación Les Yeux dans la banlieue (Los Ojos en los suburbios) v. 2)

- 2009 : Tunisiano feat. AKA - Maillot jaune (Camiseta amarilla) (sobre la  compilación Punchline Street Beat Show)

- 2009 : Tunisiano feat. Aketo & TLF - Le Meilleur reste à venir (sobre la  compilación Talents fâchés 4 (Talentos enojados 4))

- 2009 : Tunisiano feat. Cheb Bilal - 1001 problèmes (sobre la  compilación Maghreb United)

- 2009 : Tunisiano feat. GSX - Ça va le faire (Lo hará)

- 2009 : Tunisiano feat. Chakuza - Le Lavage de cerveau (Lavado de cerebro) (sobre la  compilación La Connexion)

- 2009 : Tunisiano feat. Zahouania - La corniche (La cornisa) (sobre la  compilación Urban Raï 2009)

- 2010 : Youssoupha feat. Tunisiano, Ol Kainry, Médine y Sinik - Apprentissage Remix (Aprendizaje Remix)

- 2010 : Kalash l'Afro feat. Tunisiano - On fait la différence (Hacemos la diferencia) (sobre la  mixtape de Kalash, Que du seum (Esa es la única cosa)

- 2010 : Six Coups MC feat. Tunisiano y TLF - Définition de ma dalle (Definición de mi losa) (sobre el álbum de Six Coups MC, Un Pied dans la Lumière (Un pie en la luz)

- 2010 : Aka feat. Tunisiano - Maillot jaune (sobre el álbum d'Aka, La maladie de la haine (La enfermedad del odio)

- 2010 : Mister You feat. Tunisiano - Ca sort du Zoogataga (sobre el álbum de Mister You, MDR : mec de rue)

- 2010 : Alkpote feat. Tunisiano, - Mise à mort programmée (Asesinato programado)

- 2011 : Tunisiano feat. M.A.S - Appelle moi (Llámame) (sobre el álbum Une Minute De Silence;

- 2011 : Sniper (Tunisiano y Aketo) y Reda Taliani - Arabia (siguiendo los eventos tunecinos)

- 2011 : Sniper, Sinik, Rim'K, Médine, Mokless, Haroun, Leck, L'Algérino, Bakar, Mister You y Reda Taliani - Arabia Remix All Stars

- 2011 : Sniper feat. Soprano - J'te parle (Te hablo)

- 2012 : Axel Tony feat. Tunisiano - Avec toi (Contigo)

- 2012 : La Fouine feat. Sniper, Niro, Youssoupha, Canardo, Fababy y Sultan - Paname Boss (sobre el álbum de La Fouine, Drôle de parcours (Recorrido accidentado))

- 2013 : Kery James feat. Lino, Tunisiano, REDK, Médine, 2e France, Scylla, Ladea, Fababy y Orelsan : Dernier MC Remix Partie 1

- 2014 : DJ Kayz feat. Tunisiano & Cheb Houssem - My Bled (sobre el álbum de DJ Kayz Paris Oran NY)

- 2014 : L'Algérino feat. Tunisiano - Amane Amane (sobre el álbum de L'Algérino Aigle Royal (Águila real)